# 진산구 (신베이시)

진산구의 위치

진산구(한국어: 금산구, 중국어: 金山區, 병음: Jīnshān Qū)는 중화민국 신베이시의 구이다. 넓이는 49.2132km2이고, 인구는 2015년 8월 기준으로 22,200명이다.

## 지리
진산구는 타이완 동북부에 위치하고, 동북쪽은 태평양과 타이완 해협에 접하며, 서북쪽은 스먼 구, 싼즈 구와, 서남쪽은 타이베이시 베이터우구, 스린구와 동남쪽은 완리구와 각각 접하고 있다.

## 역사
진산구의 옛 이름은 금포리(金包里)이며, 케타갈란어로부터의 음역이다. 또 예부터 유황이 생산된 것에서, 채류지지(採硫之地)라는 이명이 있다. 1920년의 지방제 개편으로 금포리는 가나야마장(金山庄)으로 개칭되었고 일본의 통치 종료 후에 진산향으로 개편되었다.
2010년 12월 25일 신베이시가 직할시로 승격되며 신베이시 진산구가 되었다.